# Lithophilus connatus
Lithophilus connatus  (лат.) — вид божьих коровок из подсемейства Coccidulinae.

## Описание
Жук мелких размеров, длиной достигает от 2,5 до 3,5 мм. Надкрылья к основанию слабо сужены, уплощены. Надкрылья и голова чёрные, переднеспинка бурая.